# Nathan Denison
Nathan Denison, född 17 september 1740 i New London, Connecticut, död 25 januari 1809 i Kingston, Pennsylvania var en distillerare, politiker, militär och domare i Wyomingdalen. 

## Offentligt liv

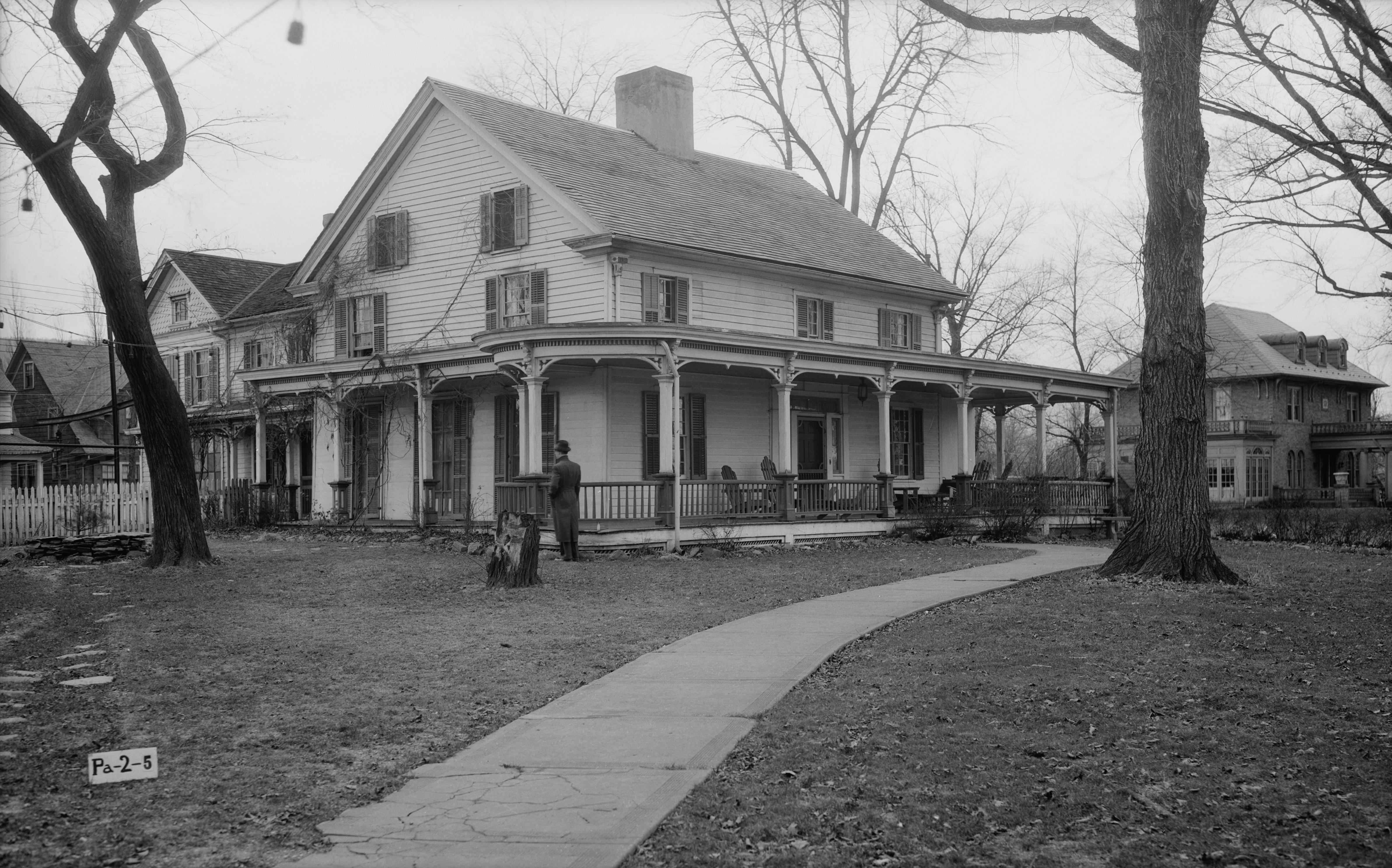
Denison House, det hus Nathan Denison lät bygga i Forty Fort 1790 för att ersätta familjens ursprungliga knuttimrade hus.

Nathan Denison var en av de första fyrtio nybyggarna som flyttade från Connecticut när Susquehanna Company påbörjade kolonisationen av Wyomingdalen. Han blev snart en av dalens ledande medborgare. 
Denison tillhörde Wyomingdalens patriotiska säkerhetskommitté, vilken hade till uppgift att värna om den amerikanska revolutionen mot dess fiender. När det amerikanska frihetskriget bröt ut blev han överstelöjtnant och ställföreträdande chef för det milisregemente som Connecticut organiserade i dalen. När regementets överste, Zebulon Butler, inträdde i kontinentalarmén befordrades han 1777 till överste och regementschef. Han var ställföreträdande chef för de patriotiska trupperna vid det olyckliga slaget om Wyomingdalen 1778 där 340 män från Wyomingdalen dödades. 
Denison representerade Westmoreland County i Connecticuts lagstiftande församling 1776-1780 och var ledamot av Pennsylvanias regeringsråd (Supreme Executive Council) 1787-1789 samt landshövding (Lieutenant of the County) i Luzerne County 1791. Han var även domare under Connecicuts jurisdiktion 1776-1783 och under Pennsylvanias 1791-1809.  

## Familjeliv
Nathan Denison gifte sig 1769 med Elizabeth Sill (1750-1812). De hade fyra barn. 